# Collenettema
Collenettema is een geslacht van vlinders van de familie spinneruilen (Erebidae), uit de onderfamilie Lymantriinae.

## Soorten
- C. albipes Griveaud, 1977
- C. andriai Griveaud, 1977
- C. crocipes (Boisduval, 1833)
- C. chionoptera (Collenette, 1936)
- C. ephala (Collenette, 1955)
- C. micca (Collenette, 1955)
- C. mona (Collenette, 1955)
- C. ochrobasis Collenette, 1938
- C. peyrierasi Griveaud, 1977
- C. randimbyi Griveaud, 1977
- C. semna (Collenette, 1959)
- C. sogai Griveaud, 1977
- C. sufflava Griveaud, 1977
- C. translucida Griveaud, 1977
- C. xanthoma (Collenette, 1931)